# نورس بني القناع

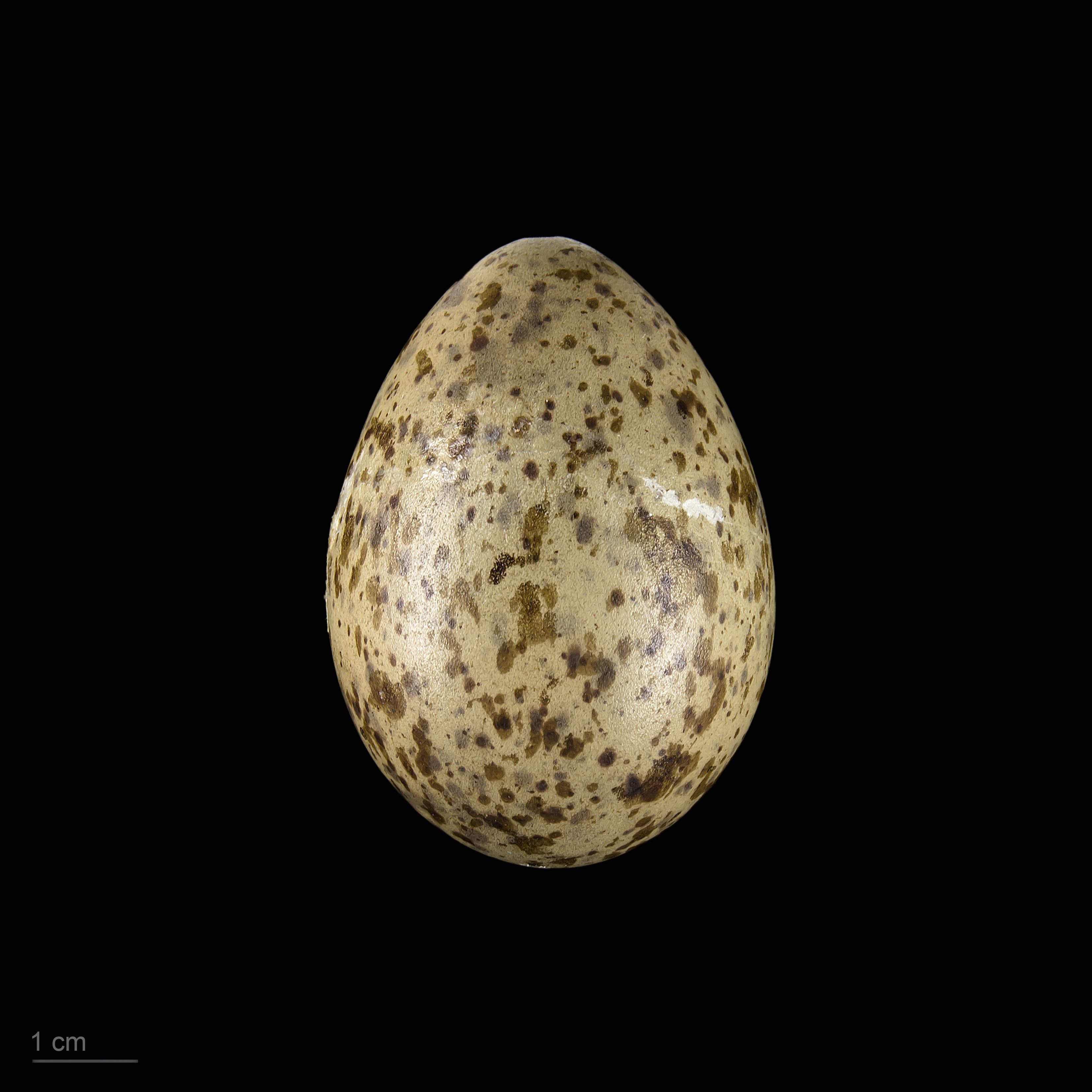
Chroicocephalus maculipennis

نورس بني القناع أو نورس منقط الجناح (الاسم العلمي: Larus maculipennis) (بالإنجليزية: Brown-hooded Gull)‏ هو نوع من الطيور يتبع جنس النورس من الفصيلة النورسية.